# Política comercial
Uma política comercial (também conhecida por política de comércio ou política de comércio internacional) é uma política governamental que rege o comércio com países terceiros. Trata-se das tarifas, subsídios ao comércio, quotas de importação, restrições voluntárias à exportação, restrições à criação de empresas de capital estrangeiro, regulamentação do comércio de serviços e outras barreiras ao comércio internacional.
Estas são por vezes restritas a uma união aduaneira. No caso da União Europeia, a política comercial foi tratada em comum desde a sua fundação em 1957. Uma política comercial comum é também um objetivo do Mercosul.